# サウスウェスタン・オレゴン・コミュニティ・カレッジ
サウスウェスタン・オレゴン・コミュニティ・カレッジ（Southwestern Oregon Community College）は、アメリカ合衆国オレゴン州のクーズベイにメインキャンパスを持つコミュニティ・カレッジ。毎年およそ10,000人の学生が在籍し、60人以上のフルタイムの従業員と200人以上のパートタイムの講師が勤めている。

## 歴史
1961年5月に開学。当初はクーズ郡及びダグラス郡西部を対象に運営していたが、1995年7月1日よりカリー郡が学区に加わった。

## 学位
サウスウェスタン・オレゴン・コミュニティ・カレッジが提供する学位は以下の通りである。
- 教養学短期大学士・オレゴン州大学間編入プログラム - Associate of Arts Oregon Transfer (AA/OT)
- オレゴン州大学間編入課程 - Oregon Transfer Module (OTM)
- 理学短期大学士 - Associate of Science (AS)
- 教養学短期大学士 - Associate of General Studies (AGS)
- 応用化学短期大学士 - Associate of Applied Science (AAS)
- ビジネス科学短期大学士・オレゴン州大学間編入プログラム - Associate of Science/Oregon Transfer in Business (AS/OT-BUS)

## スポーツ
女子レスリング（フォークスタイル）で2012年から2017年にかけて全米大学選手権大会 (en) で優勝している。

## 著名な関係者
- ドロン・パーキンズ（英語版） - プロバスケットボール選手・トヨタアルバルク時代にMVP受賞、学内のクラブ所属暦あり
- ジェローム・ジェンキンス（英語版） - 大学バスケットボール選手・指導者、学内のクラブ所属暦あり
- ビル・グリア（英語版） - 大学バスケットボール選手・指導者、学内のクラブ所属暦あり